# Конженер (хімія)
Конженер (рос. конгенер, англ. congener) —

Приклад: кількість і розташування Cl груп може варіюватися.

- 1. Один з хімічних елементів, що належать до однієї групи періодичної таблиці. Приміром, натрій і калій.
- 2. У хімічній екології — сполуки, які утворюються шляхом ідентичних синтетичних реакцій і методів. Використовуються зокрема для відслідковування за розповсюдженням забруднень та їх перетворенням у довкіллі.

Конженер може бути аналогом та навпаки, але він не обов'язково є таким.